# Płast brzozowiec
Płast brzozowiec (Craesus septentrionalis) – gatunek owada z rzędu błonkoskrzydłych.

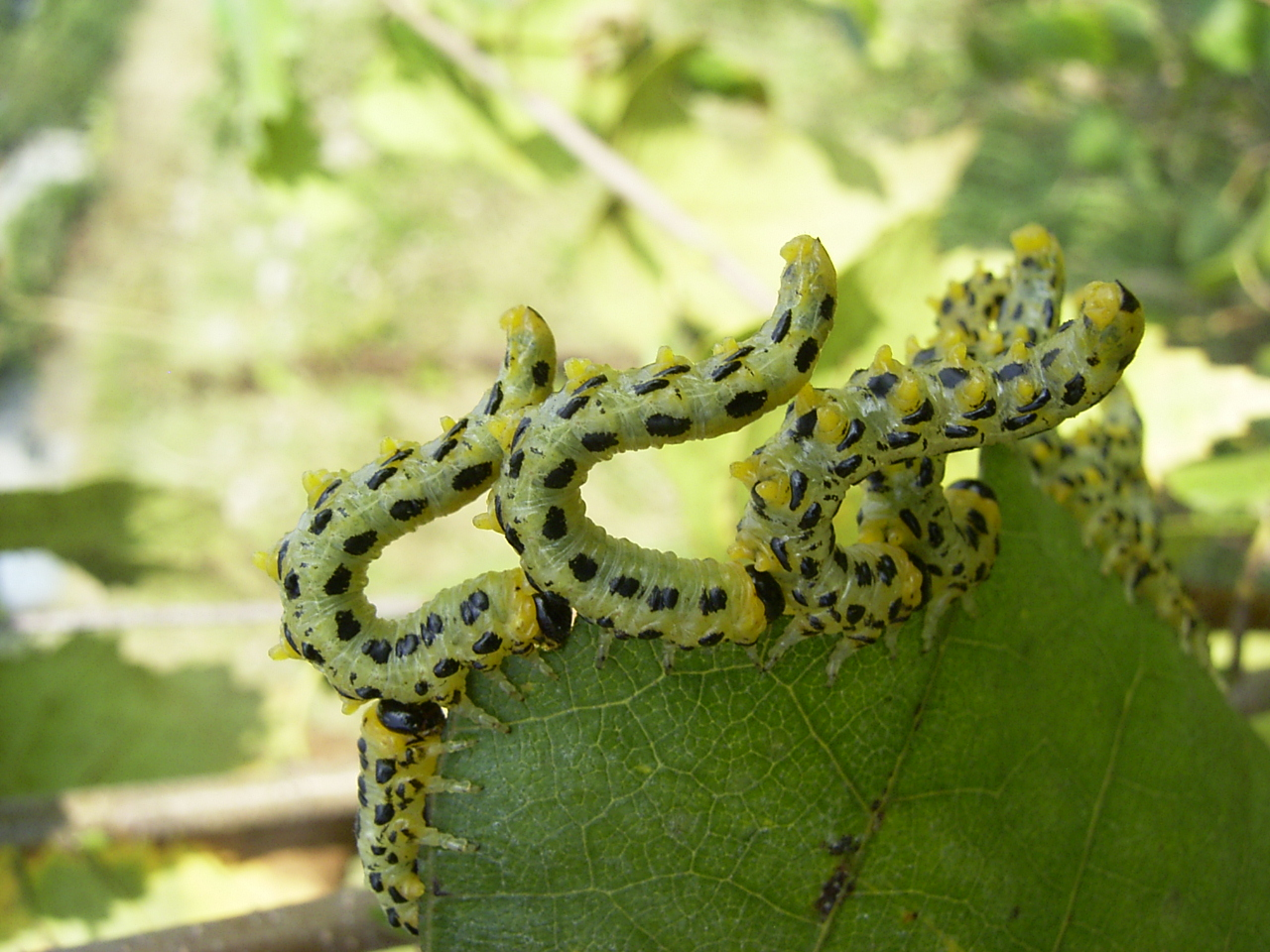
Larwy owada w zbliżeniu

Larwy o długości ok. 22 mm mają czarną lśniącą głowę, ciało żółte do zielonkawoszarego z pomarańczowożółtymi i czarnymi plamami wzdłuż boków. Żerują grupowo na liściach różnych gatunków brzóz, np. na brodawkowatej i jej odmianie 'Youngii', odm. Jacquemonta, oraz żółtej. Zjadają blaszki w całości pozostawiając jedynie unerwienie, a zaczynają od brzegów liści. W czasie zjadania liści larwy charakterystycznie wyginają ciało na kształt litery "S".
Osobniki dorosłe o długości 8–10 mm mają głowę, tułów oraz dwa pierwsze i ostatnie segmenty odwłoka czarne, pozostała część odwłoka jest czerwonawobrązowa. Skrzydła przednie są przezroczyste, z ciemną przepaską w części wierzchołkowej.
Cykl życiowy – po locie godowym samice składają jaja w nerwy liściowe, z których po dwóch tygodniach wylęgają się larwy. Następnie w pełni wyrośnięte larwy schodzą do gleby, aby przepoczwarzyć się w brązowych, jedwabistych kokonach.
W ciągu roku rozwijają się dwa pokolenia płasta.
| Pokolenie            | Pierwsze      | Drugie         |
| -------------------- | ------------- | -------------- |
| Lot godowy           | V-VI          | VII-VIII       |
| Okres żerowania larw | połowa VI-VII | koniec VIII-IX |

Zwalczanie: opryski drzewa z larwami preparatem o działaniu kontaktowym.